# Polymera geniculata
Polymera geniculata är en tvåvingeart. Polymera geniculata ingår i släktet Polymera och familjen småharkrankar.

## Underarter
Arten delas in i följande underarter:
- P. g. geniculata
- P. g. pallipes